# Winfried Wottka
Winfried Wottka (* 17. Februar 1948) ist ein ehemaliger deutscher Fußballspieler, der bis 1972 für deutsche Vereine in der Bundes- und Regionalliga spielte.

## Karriere
Der junge Stürmer Wottka wechselte 1967 von Union Salzgitter zum  Bundesligisten Hannover 96. Bei den 96ern gehörte er zwei Jahre dem Bundesligakader an. In der gesamten Zeit war er Ergänzungsspieler. Er absolvierte drei Spiele, sein Debüt gab er bei der 2:0-Niederlage gegen Alemannia Aachen am 24. Spieltag der Saison 1968/69. 1969 verließ er Hannover und spielte fortan bis 1972 für den 1. SC Göttingen 05 in der Regionalliga.